# Пильда
Пильда — река в Ульчском районе Хабаровского края, впадает в озеро Удыль. Длина — 137 км (от истока Левой Пильды — 166 км), площадь водосборного бассейна — 2790 км².

## География
Река образуется слиянием Левой Пильды и Правой Пильды в горном массиве к северу от нижнего течения Амура на высоте более 194 м над уровнем моря. Течёт в широкой речной долине в восточном направлении, в верховьях — между сопок, поросших лиственницей и елью. В нижнем течении выходит на заболоченную равнину. Для реки характерны многочисленные шиверы, осерёдки и многорукавность. Перед устьем поворачивает на северо-восток и принимает сток из нескольких озёр (Писэ, Гусиное, Амбар, Кривое, Лебединое, Пильда). Впадает с юго-запада в озеро Удыль несколькими рукавами на отметке 4 м над уровнем моря. Населённых пунктов на реке нет. Ширина реки в нижнем течении составляет 50 м при глубине 3 м и скорости течения 1,6 м/с.

## Основные притоки
Указаны притоки длиной 20 км и более
| Название      | Расстояние от устья | Длина | Положение |
| ------------- | ------------------- | ----- | --------- |
| Гольбука      | 19                  | 64    | правый    |
| Горикан       | 59                  | 22    | левый     |
| Менгуни       | 95                  | 27    | правый    |
| Детуха        | 110                 | 24    | правый    |
| Уенга         | 119                 | 43    | левый     |
| Левая Пильда  | 137                 | 29    | левый     |
| Правая Пильда | 137                 | 23    | правый    |

## Данные водного реестра
По данным государственного водного реестра России и геоинформационной системы водохозяйственного районирования территории РФ, подготовленной Федеральным агентством водных ресурсов:
- Бассейновый округ — Амурский
- Речной бассейн — Амур
- Речной подбассейн — Амур от впадения Уссури до устья
- Водохозяйственный участок — Амур от города Комсомольск-на-Амуре до устья без реки Амгунь
- Код объекта в государственном водном реестре — 20030900212118100079972